# غان يانغ
غان يانغ هو لاعب غولف كوري الجنوبي، ولد في 30 سبتمبر 1993 في بيونغتشانغ في كوريا الجنوبية.

## وصلات خارجية
- غان يانغ على موقع التصنيف العالمي الرسمي للغولف (الإنجليزية)